# Gideon Mensah
Gideon Mensah, né le 18 juillet 1998 à Accra au Ghana, est un footballeur international ghanéen. Il joue au poste d'arrière gauche à l'AJ Auxerre.

## Biographie

### Débuts professionnels

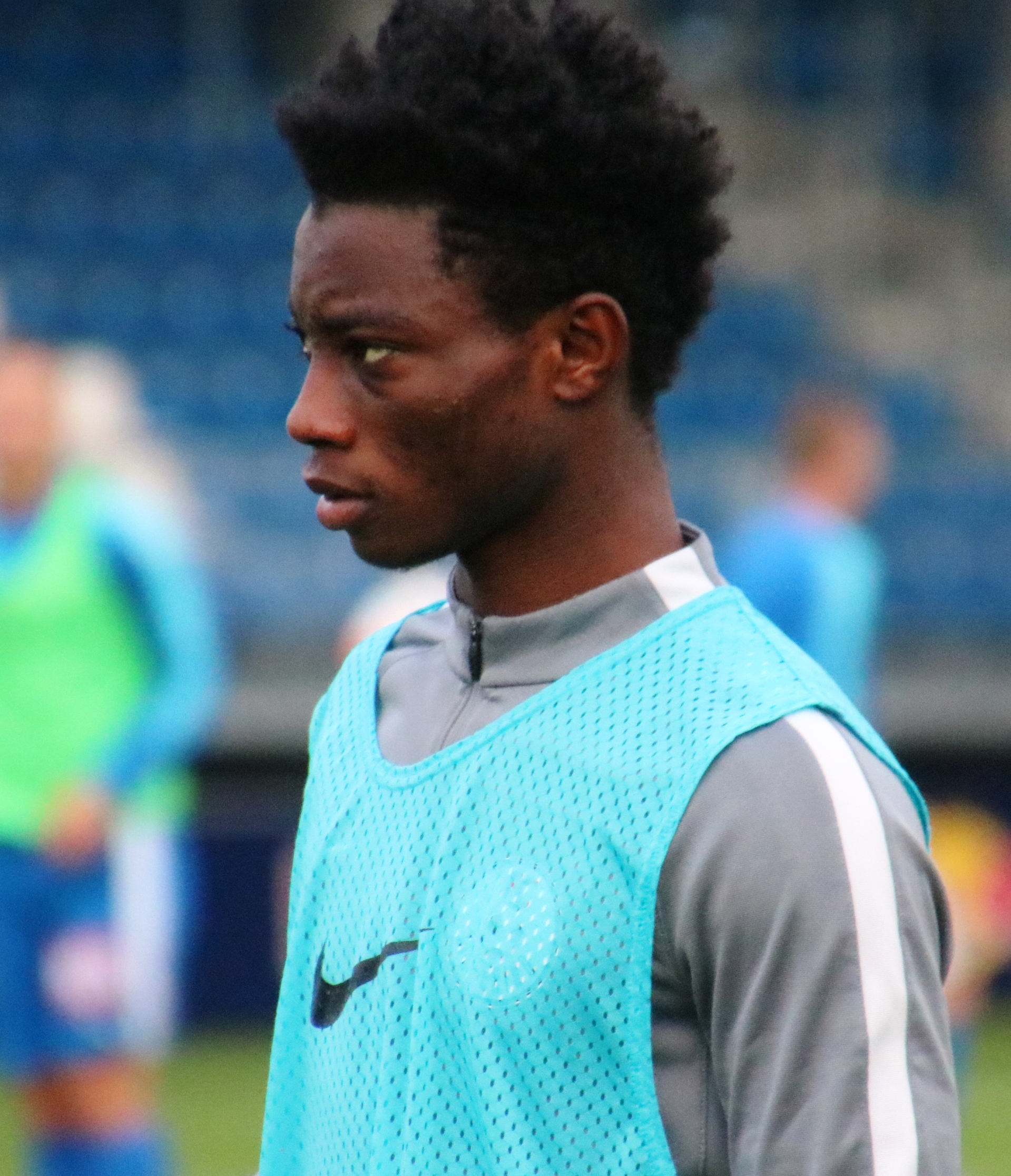
Mensah avec le FC Liefering en septembre 2016.

Gideon Mensah est formé au WAFA (en) au Ghana. Il débute avec ce club, avant de rejoindre en 2016 l'Europe et l'Autriche, en s'engageant avec le FC Liefering, club partenaire du Red Bull Salzbourg. 
Il fait ses débuts en processionnel avec Liefering, jouant son premier match le 29 juillet 2016, lors d'une rencontre de deuxième division autrichienne face au SC Wiener Neustadt. Il est titularisé et délivre une passe décisive pour Mergim Berisha, participant à la victoire de son équipe par quatre buts à un.

### SK Sturm Graz
En janvier 2019, Mensah est prêté pour la deuxième partie de saison au SK Sturm Graz. 
Il fait sa première apparition pour le club le 24 février 2019 contre le SV Mattersburg, en championnat, où il entre en jeu. Les deux équipes se neutralisent ce jour-là (2-2 score final).
Avec cette équipe, il dispute un total de 15 matchs en Bundesliga.

### Zulte Waregem
Le 29 août 2019, Gideon Mensah est prêté au SV Zulte Waregem pour la saison 2019-2020 de Jupiler Pro League.

### Vitória Guimarães
Le 31 août 2020, Gideon Mensah est prêté pour une saison au Portugal, au Vitória Guimarães,. Il joue son premier match le 1er novembre 2020, en étant titularisé lors d'une rencontre de championnat face à Gil Vicente. Son équipe l'emporte par deux buts à un.

### Girondins de Bordeaux
De retour à Salzbourg à la fin de son prêt au Vitória Guimarães, Mensah doit de nouveau être prêté. Plusieurs clubs s'intéressent à lui comme le Getafe CF, Grenade CF ou encore les Girondins de Bordeaux et le Stade de Reims. C'est finalement avec les Girondins qu'il s'engage le 3 août 2021, sous forme de prêt avec option d'achat.
Mensah joue son premier match pour Bordeaux le 15 août 2021, lors d'une rencontre de Ligue 1 face à l'Olympique de Marseille. Il est titularisé et les deux équipes se neutralisent sur le score de deux partout.

### AJ Auxerre
Le 13 août 2022, Gideon Mensah quitte définitivement le Red Bull Salzbourg pour s'engager en faveur de l'AJ Auxerre. Il signe un contrat de trois ans.
Mensah joue son premier match pour Auxerre le 31 août 2022, lors d'une rencontre de Ligue 1 face à l'Olympique lyonnais. Il est titularisé et son équipe s'incline par deux buts à un.

### En sélection
Gideon Mensah honore sa première sélection avec l'équipe nationale du Ghana le 14 novembre 2019, face à l'Afrique du Sud. Il est titulaire lors de ce match remporté par le Ghana sur le score de deux buts à zéro.
En janvier 2022, Mensah est convoqué pour participer à la Coupe d'Afrique des nations 2021. Il reste sur le banc des remplaçants sans jouer le moindre match dans cette compétition, tandis que son équipe est éliminée dès la phase de groupe, ce qui constitue l'une des surprises de la compétition et une grande désillusion pour les Black stars. Le 14 novembre 2022, il est sélectionné par Otto Addo pour participer à la Coupe du monde 2022. Le 31 décembre 2023, il est retenu dans la liste des vingt-sept joueurs ghanéens sélectionnés par Chris Hughton pour disputer la Coupe d'Afrique des nations 2023.

## Statistiques détaillées
| Saison                | Club                         | Championnat           | Championnat | Championnat | Championnat | Coupe(s) nationale(s) | Coupe(s) nationale(s) | Coupe(s) nationale(s) | Total | Total | Total |
| Saison                | Club                         | Division              | M.          | B.          | P.d.        | M.                    | B.                    | P.d.                  | M.    | B.    | P.d.  |
| 2016-2017             | FC Liefering                 | 2.Liga                | 22          | 0           | 2           | -                     | -                     | -                     | 22    | 0     | 2     |
| 2017-2018             | FC Liefering                 | 2.Liga                | 22          | 0           | 2           | -                     | -                     | -                     | 22    | 0     | 2     |
| 2018-2019             | FC Liefering                 | 2.Liga                | 22          | 0           | 0           | -                     | -                     | -                     | 22    | 0     | 0     |
| Sous-total            | Sous-total                   | Sous-total            | 47          | 0           | 4           | -                     | -                     | -                     | 47    | 0     | 4     |
| 2018-2019             | SK Sturm Graz (prêt)         | Bundesliga            | 13+2        | 0           | 0           | -                     | -                     | -                     | 15    | 0     | 0     |
| 2019-2020             | Red Bull Salzbourg           | Bundesliga            | 0           | 0           | 0           | -                     | -                     | -                     | 0     | 0     | 0     |
| 2019-2020             | SV Zulte Waregem (prêt)      | Jupiler Pro League    | 19          | 0           | 2           | 4                     | 0                     | 1                     | 23    | 0     | 3     |
| 2020-2021             | Vitória SC (prêt)            | Liga NOS              | 22          | 0           | 0           | 1                     | 0                     | 0                     | 23    | 0     | 0     |
| 2021-2022             | Girondins de Bordeaux (prêt) | Ligue 1               | 23          | 0           | 2           | -                     | -                     | -                     | 23    | 0     | 2     |
| 2022-2023             | AJ Auxerre                   | Ligue 1               | 26          | 0           | 0           | 1                     | 0                     | 0                     | 27    | 0     | 0     |
| 2023-2024             | AJ Auxerre                   | Ligue 2               | 26          | 0           | 2           | 1                     | 0                     | 0                     | 27    | 0     | 2     |
| 2024-2025             | AJ Auxerre                   | Ligue 1               | 29          | 0           | 1           | -                     | -                     | -                     | 29    | 0     | 1     |
| Sous-total            | Sous-total                   | Sous-total            | 81          | 0           | 3           | 2                     | 0                     | 0                     | 83    | 0     | 3     |
| Total sur la carrière | Total sur la carrière        | Total sur la carrière | 207         | 0           | 11          | 7                     | 0                     | 1                     | 214   | 0     | 12    |

## Palmarès
Il est vice-champion de deuxième division autrichienne en 2017 avec le FC Liefering.
Il est champion de Ligue 2 en 2024 avec l'AJ Auxerre.